# Kobresia royleana
Kobresia royleana là loài thực vật có hoa trong họ Cói. Loài này được (Nees) Boeckeler mô tả khoa học đầu tiên năm 1875.